# 金昌市
金昌市是中华人民共和国甘肃省下辖的地级市，位于甘肃省中部。市境东靠武威市，西邻张掖市，北抵内蒙古自治区阿拉善盟。地处河西走廊东缘，南靠祁连山脉，北临龙首山和阿拉善台地。全境属西大河及东大河流域。全市总面积7,549平方公里，人口47.05万，市人民政府驻金川区。金昌市拥有丰富的有色金属矿藏，其中以镍为主，故有“镍都”之称。

## 历史

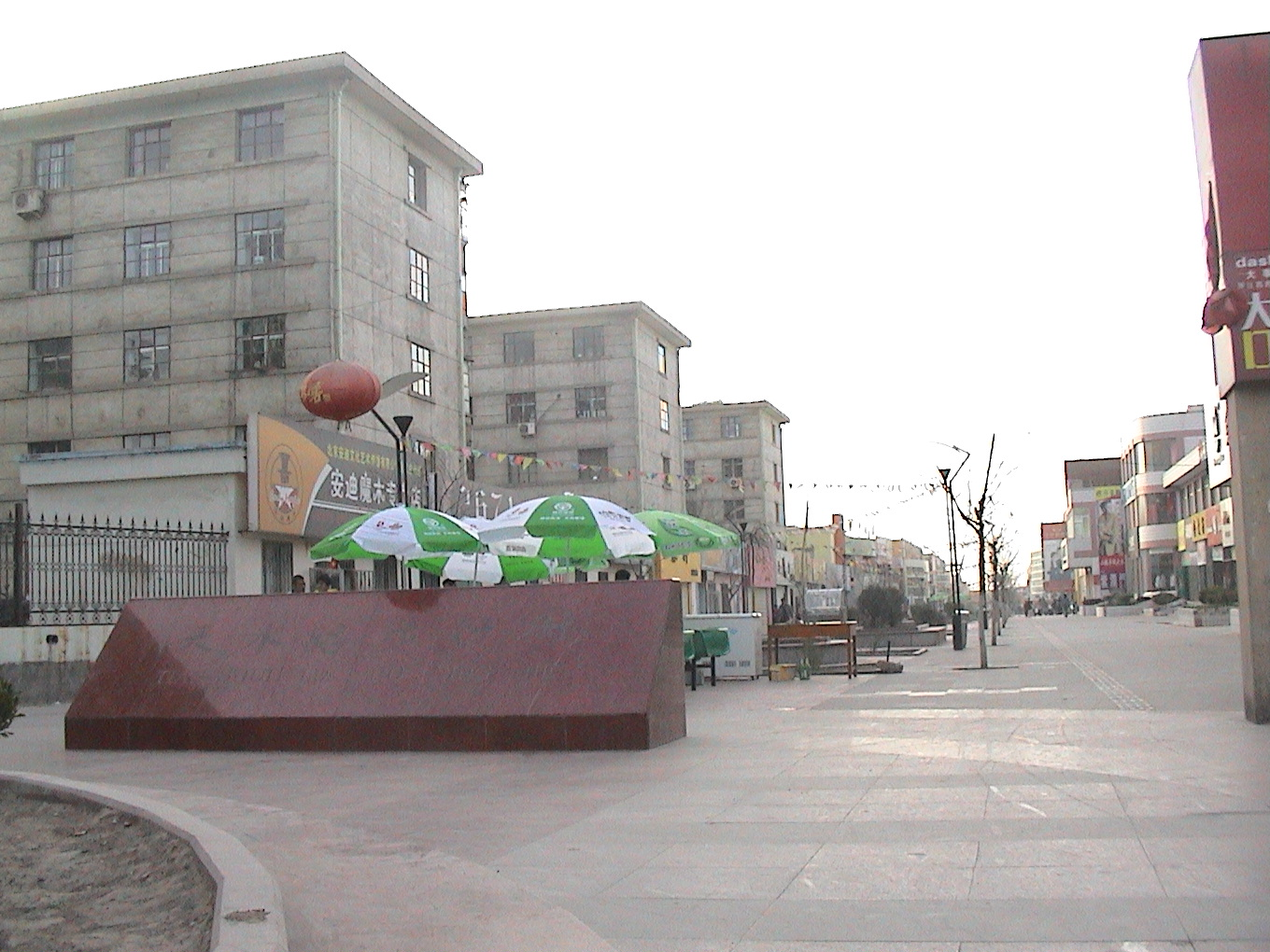
天水路步行街

元代设永昌路，明代为永昌卫，清代为永昌县。1936年11月，工农红军西路军进驻永昌。1949年9月，解放军进驻永昌，成立永昌县人民政府，属武威专员公署。1956年3月，改属张掖专员公署，1961年12月又改属武威专员公署。
1958年，永昌县白家咀发现大型铜镍矿床。1959年6月，成立永昌镍矿，后改名为甘肃有色金属公司:267-268。1962年5月，设立金川镇。1981年2月，设立金昌市，由省直辖，并将武威地区管辖的永昌县划归金昌市。

## 气候
金昌属大陆性温带干旱气候。光照充足，全年多西北风，昼夜、四季温差较大，霜期长，春季多大风。:18

## 政治

### 现任领导
| 机构     | · 中国共产党 · 金昌市委员会 | 金昌市人民代表大会 常务委员会 | 金昌市人民政府     | · 中国人民政治协商会议 · 金昌市委员会 |
| 职务     | 书记                        | 主任                          | 市长               | 主席                                  |
| -------- | --------------------------- | ----------------------------- | ------------------ | ------------------------------------- |
| 姓名     | 王方太                      | 王富民                        | 王琳玺             | 陈华（女）                            |
| 民族     | 汉族                        | 汉族                          | 汉族               | 汉族                                  |
| 籍贯     | 甘肃省天水市                | 陕西省富平县                  | 甘肃省会宁县       | 甘肃省张掖市                          |
| 出生日期 | 1973年2月（52歲）           | 1965年5月（59歲）             | 1971年12月（53歲） | 1966年12月（58歲）                    |
| 就任日期 | 2024年7月                   | 2021年12月                    | 2024年7月          | 2021年12月                            |

### 历任领导
| 市委书记 - 王如东（1982年7月－1984年11月） - 叶绍裘（1984年11月－1992年8月） - 赵俊谋（1993年3月－1995年8月） - 蒋延东（1995年8月－2000年12月） - 陆武成（2001年2月－2005年3月） - 李建华（2005年3月－2008年2月） - 郑玉生（2008年2月－2011年9月） - 张令平（2011年9月－2013年11月） - 吴明明（2013年11月－2018年1月） - 王建太（2018年2月－2019年12月） - 张永霞（2019年12月－2021年7月） - 王钧（2021年7月－2024年7月） - 王方太（2024年7月－） | 市长 - 杜西玲（1982年8月－1984年12月） - 赵俊谋（1984年12月－1995年8月） - 甘庭德（1996年3月－1998年7月） - 陆武成（1998年8月－2001年2月） - 卢有治（2001年2月－2002年11月） - 李建华（2002年11月－2005年3月） - 郑玉生（2005年4月－2008年4月） - 张令平（2008年4月－2011年8月） - 张应华（2011年9月－2016年9月） - 杨建武（2016年9月－2020年9月） - 王钧（2020年9月－2021年7月） - 王方太（2021年7月－2024年7月） - 王琳玺（2024年7月－） |

### 行政区划
金昌市下辖1个市辖区、1个县。
- 市辖区：金川区
- 县：永昌县

金昌经济技术开发区为金昌市设立的国家级经济技术开发区。

## 人口
根据2020年第七次全国人口普查，全市常住人口为438,026人。同第六次全国人口普查的464,050人相比，十年共减少了26,024人，下降5.61%，年平均增长率为-0.58%。其中，男性人口为225,306人，占总人口的51.44%；女性人口为212,720人，占总人口的48.56%。总人口性别比（以女性为100）为105.92。0－14岁的人口为61,929人，占总人口的14.14%；15－59岁的人口为296,535人，占总人口的67.7%；60岁及以上的人口为79,562人，占总人口的18.16%，其中65岁及以上的人口为59,934人，占总人口的13.68%。居住在城镇的人口为339,011人，占总人口的77.4%；居住在乡村的人口为99,015人，占总人口的22.6%。

### 民族
全市常住人口中，汉族人口为429,567人，占98.07%；各少数民族人口为8,459人，占1.93%。与2010年第六次全国人口普查相比，汉族人口减少27,451人，下降6.01%，占总人口比例下降0.42个百分点；各少数民族人口增加1,427人，增长20.29%，占总人口比例增加0.42个百分点。

## 资源

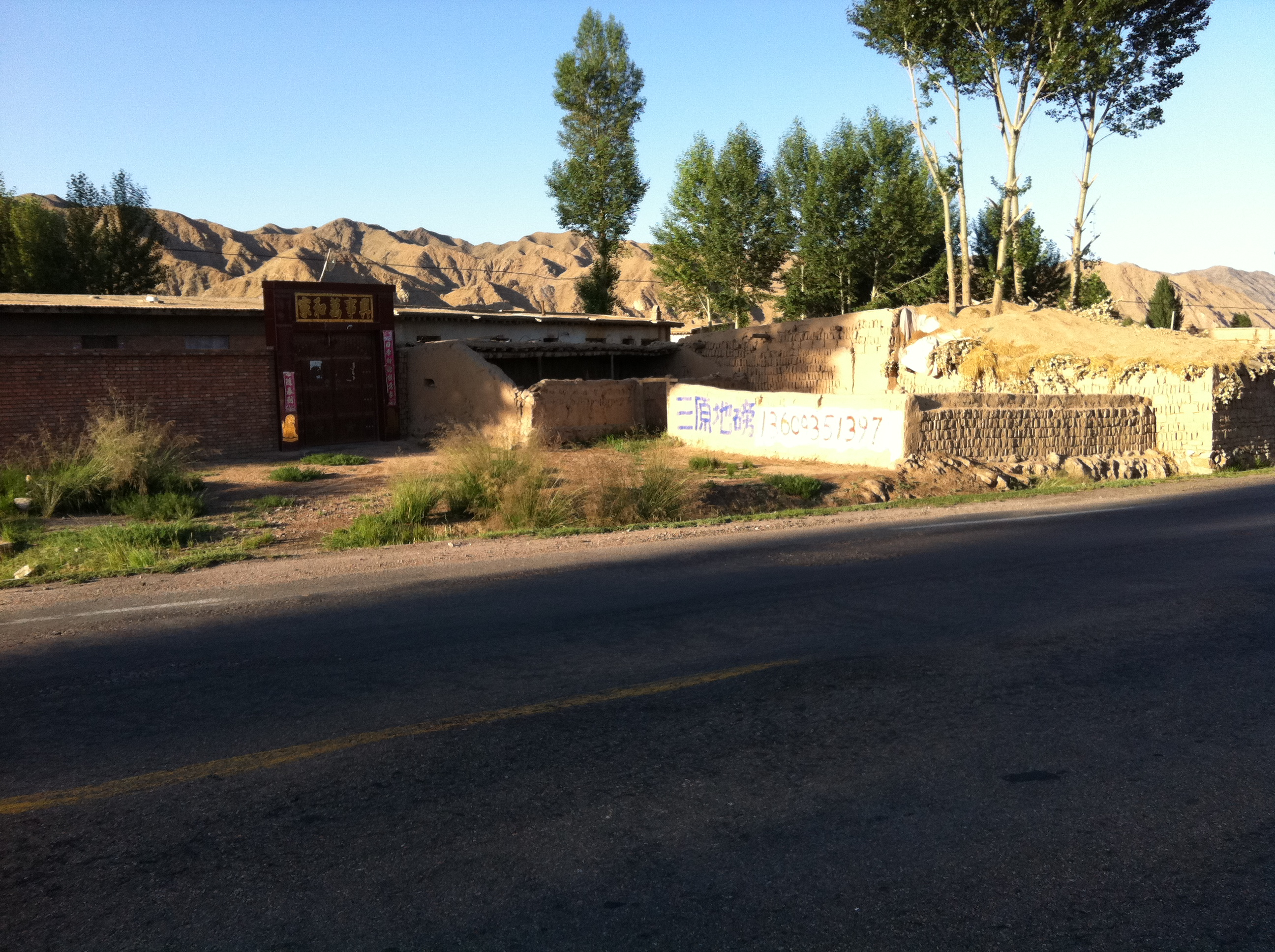
農村地區

镍矿是金昌主要矿藏，仅为岩浆型硫化铜镍矿床一种类型。其中，金川硫化铜镍矿床储量丰富，在世界同类矿床中，可与加拿大萨德贝里相媲美，位居世界第二。除铜、镍外，并伴生有铂、钴等20余种稀贵金属矿产。

## 交通

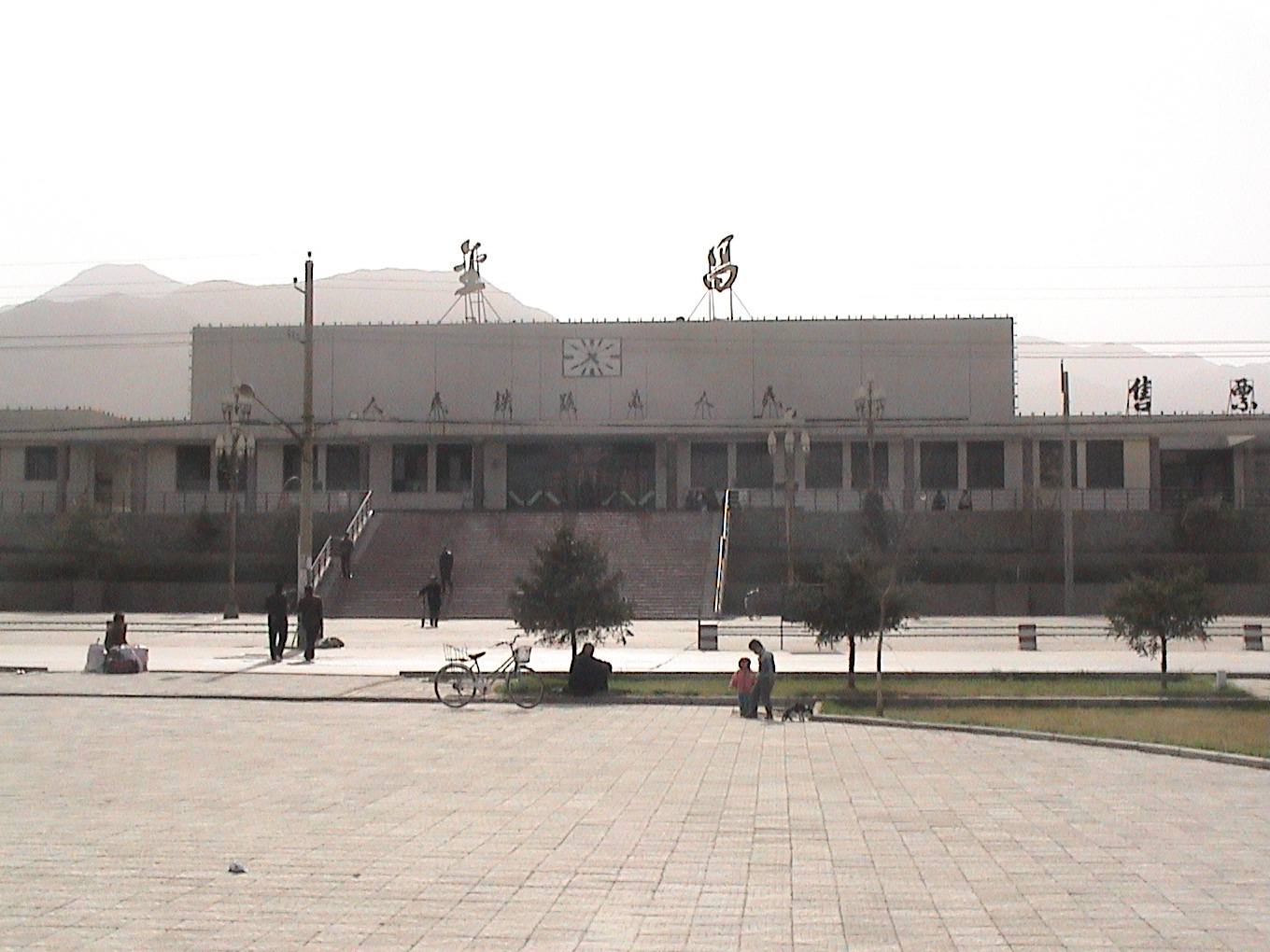
金昌站

金昌站位于永昌县河西堡镇，是兰新铁路的沿线车站，距兰州站377公里，距乌鲁木齐站1515公里。
金昌金川機場於2011年8月29日通航。

### 全国重点文物保护单位
- 圣容寺塔
- 永昌钟鼓楼
- 三角城遗址

## 市標
金昌是著名的镍矿产地，有“镍都”之称，邓小平视察金昌时说金昌是“祖国的金娃娃”，“金娃娃”由此而得名。1981-2001年金昌建市20周年之际特意在金昌市中心，人民文化广场建立《祖国金娃娃雕塑》，高度20米象征建市20周年。